# Sef

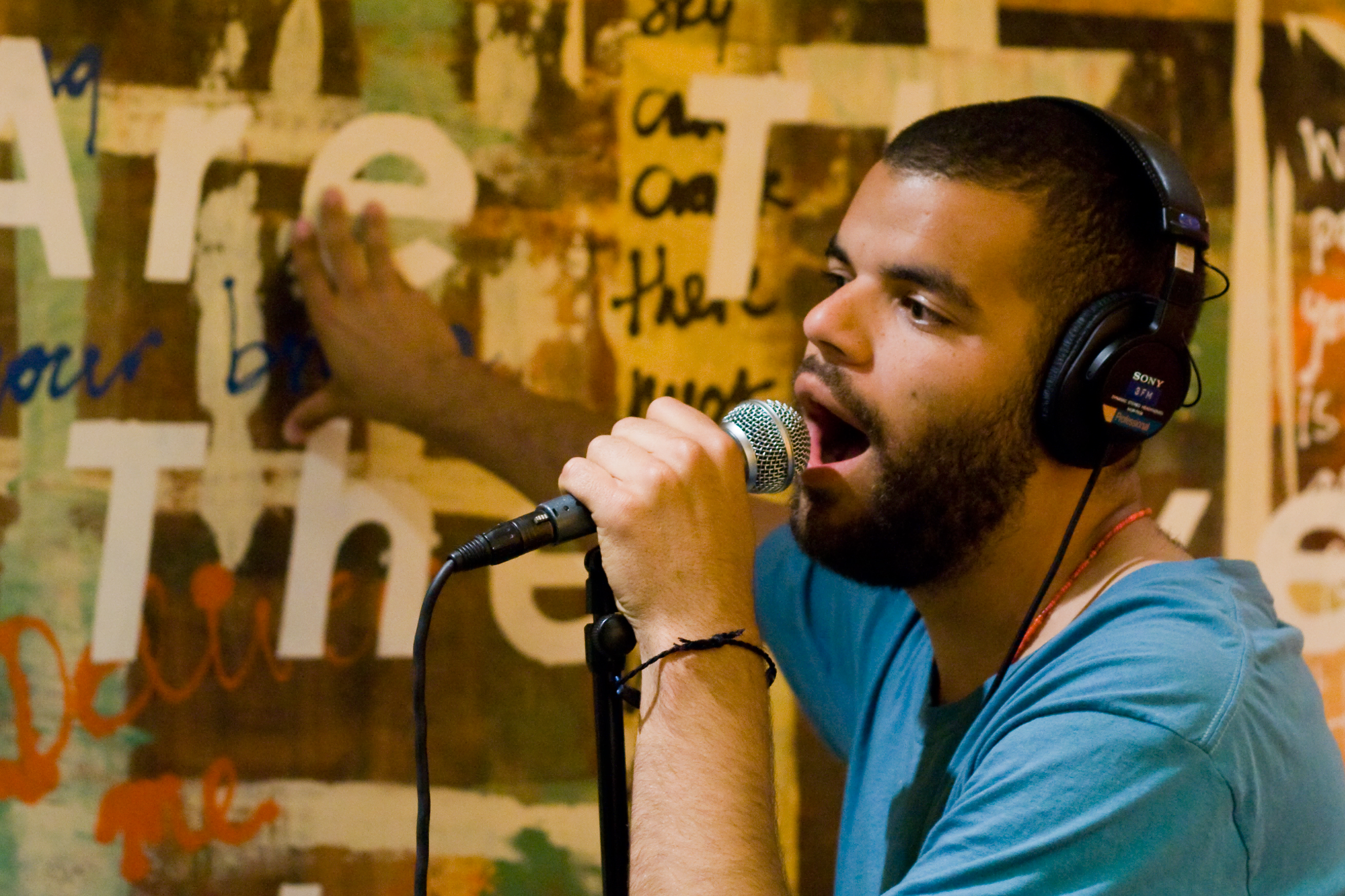
Yousef Gnaoui, 2009

Yousef Gnaoui (* 22. Juni 1984 in Amstelveen), bekannt als Sef ist ein niederländischer Rapper und Popsänger aus Amsterdam. In den 2000er Jahren wurde er bekannt als Mitglied der Rapgruppe Flinke Namen. Ab 2008 hatte er mehrere Singleerfolge in Zusammenarbeit mit anderen Musikern, darunter zwei Nummer-2-Hits in den Nederlandse Top 40. In den 2010ern war er mit mehreren Soloalben in den Charts.

## Biografie
Sefs Vater Hassan Gnaoui kam in den 1980er Jahren von Marokko in die Niederlande, wo er seine niederländische Mutter kennenlernte. Er wurde als Theater- und Fernsehschauspieler bekannt, unter anderem in der Comedyserie Prettig geregeld (1988–1991). Sef wuchs in De Pijp im südlichen Zentrum von Amsterdam auf und schloss sich nach dem frühen Tod seines Vaters 2004 mit The Flexican, Fit und Murth zur Rapgruppe Flinke Namen zusammen. Seinen ersten großen Erfolg hatte er aber mit drei anderen Rappern und dem DJ-Team The Partysquad. Mit dem Song Stuk kamen sie 2008 in die Top 10 der Charts.
Im Jahr darauf brachten auch die Flinke Namen ein Lied sowie ein Album in die Charts und weitere Kollaborationen mit der Partysquad und dem Rapper Dio brachten weitere Platzierungen. Ende 2009 erschien Broodje Bakpao mit den Opposites und dem Newcomer Gers Pardoel. Das Lied wurde ein großer Hit, es erreichte Platz 2 in den Niederlanden und Platz 3 im niederländischsprachigen Belgien.
Flinke Namen löste sich wenig später auf, aber Sef machte solo weiter und kam 2011 mit seinem Solodebütalbum De leven auf Platz 74. Im Jahr darauf unterstützte er Pardoel bei seinem Hit Bagagedrager, der wiederum Platz 2 in den Niederlanden und Platz 3 in Flandern erreichte, sich aber noch länger in den Charts hielt als Broodje Bakpao. 2015 kam er mit In kleur auf Platz 27 der Albumcharts.
Danach ließ der Erfolg nach, Sef konzentrierte sich auf seine Alben, die er weiter regelmäßig in die Charts brachte, ohne an den Erfolg von In kleur heranzukommen. Im Gegensatz zu anderen Rappern engagiert er sich auch politisch und wandte sich insbesondere gegen Geert Wilders und dessen gegen Marokkaner gerichtete Äußerungen. Neben seiner Musik ist Sef auch als Plattendesigner und Videoregisseur nicht nur seiner eigenen Veröffentlichungen, sondern auch für andere Musiker tätig.

## Diskografie

### Alben
| Jahr | Titel        | Höchstplatzierung, Gesamtwochen, AuszeichnungChartsChartplatzierungen (Jahr, Titel, Platzierungen, Wochen, Auszeichnungen, Anmerkungen) | Anmerkungen |
| Jahr | Titel        | NL | Anmerkungen |
| ---- | ------------ | --- | ----------- |
| 2011 | De leven     | NL74 (3 Wo.)NL |             |
| 2015 | In kleur     | NL27 (3 Wo.)NL |             |
| 2016 | Meer kleuren | NL98 (1 Wo.)NL | EP          |
| 2017 | Excusez moi  | NL58 (2 Wo.)NL |             |
| 2020 | El Salvador  | NL87 (1 Wo.)NL |             |

### Lieder
| Jahr | Titel Interpreten                                            | Höchstplatzierung, Gesamtwochen, AuszeichnungChartplatzierungen (Jahr, Titel, Interpreten, Platzierungen, Wochen, Auszeichnungen, Anmerkungen) | Höchstplatzierung, Gesamtwochen, AuszeichnungChartplatzierungen (Jahr, Titel, Interpreten, Platzierungen, Wochen, Auszeichnungen, Anmerkungen) | Anmerkungen |
| Jahr | Titel Interpreten                                            | NL | BEF | Anmerkungen |
| ---- | ------------------------------------------------------------ | --- | --- | ----------- |
| 2008 | Stuk The Partysquad featuring Dio, Sef, Sjaak & Reverse      | NL6 (9 Wo.)NL | — |             |
| 2009 | Tijdmachine Dio featuring Sef                                | NL12 (12 Wo.)NL | — |             |
| 2009 | Licht van de laser The Partysquad featuring Sef, Dio & Sjaak | NL28 (5 Wo.)NL | — |             |
| 2009 | Aye Dio featuring Sef                                        | NL26 (5 Wo.)NL | — |             |
| 2009 | Broodje Bakpao The Opposites featuring Gers & Sef            | NL2 (11 Wo.)NL | BEF3 (13 Wo.)BEF |             |
| 2012 | Bagagedrager Gers Pardoel featuring Sef                      | NL2 (24 Wo.)NL | BEF3 (19 Wo.)BEF |             |

Weitere Lieder
- Crazy zin in / The Opposites featuring Sef (2010)
- Mothers’s Day / The Flexican & Sef (2014)
- Toch houdt ze van mij / Sef (2015)
- Hoogtevrees / Sef (2016)
- Alles went / Sef & Aafke Romeijn (2016)